# Aeroportul Internațional Saipan
Aeroportul Internațional Saipan (IATA: SPN, ICAO: PGSN, FAA LID: GSN) este un aeroport din Saipan, Comunitatea Insulelor Mariane de Nord, Statele Unite ale Americii. Aeroportul a fost tranzitat în 2019 de 1.139.024 de pasageri. A fost deschis în 1937.
Situat la o altitudine de 64 m, aeroportul dispune de 2 piste.

## Infrastructură

### Piste
Aeroportul dispune de 2 piste. Pista 06/24 are suprafața de asfalt și dimensiunile 7.001 picioare × 100 picioare. Pista 07/25 are suprafața de asfalt și dimensiunile 8.700 picioare × 150 picioare. 